# Saison 1 de Rick et Morty
Chronologie
Saison 2
La première saison de Rick et Morty a été diffusée pour la première fois aux États-Unis sur Adult Swim entre le 2 décembre 2013 et le 14 avril 2014.
En France, elle est diffusée entre le 9 octobre 2015 et le 13 novembre 2015 sur France 4  puis en 2019 sur Toonami dans la case [adult swim] et au Québec depuis le 18 mai 2018 sur Télétoon. Elle est aussi disponible sur Netflix.

## Épisodes
| No. | #  | Titre                                                             | Réalisation      | Scénario                       | Date de diffusion | Date de diffusion | Audience |
| --- | -- | ----------------------------------------------------------------- | ---------------- | ------------------------------ | ----------------- | ----------------- | -------- |
| 1 | 1  | De la graine de héros Pilot                                       | Justin Roiland   | Dan Harmon et Justin Roiland   | 2 décembre 2013   | 9 octobre 2015    | 1,10     |
| Rick, un scientifique très ingénieux, retrouve sa famille qu'il a abandonnée. Il engage donc son petit-fils Morty dans des "aventures", dont la première consiste à récupérer des graines poussant sur des arbres extra-terrestres.                                                                  |    |                                                                   |                  |                                |                   |                   |          |
| 2 | 2  | I, Croquette Lawnmower Dog                                        | John Rice        | Ryan Ridley                    | 9 décembre 2013   | 9 octobre 2015    | 1,51     |
| Pendant que Rick et Morty s'infiltrent dans le rêve du professeur de maths du jeune homme, la famille Smith voit évoluer l'intelligence de son chien, à l'aide d'un dispositif mis en place par Rick permettant au canidé de penser.                                                                 |    |                                                                   |                  |                                |                   |                   |          |
| 3 | 3  | Anatomy Park                                                      | John Rice        | Eric Acosta et Wade Randolph   | 16 décembre 2013  | 16 octobre 2015   | 1,30     |
| Jerry reçoit sa famille pour Noël, tandis que Rick engage Morty pour entretenir le parc d'attraction qu'il a construit dans le corps d'un sans-abri : Anatomy Park. |    |                                                                   |                  |                                |                   |                   |          |
| 4 | 4  | M. Night Shaym-Aliens!                                            | Jeff Myers       | Tom Kauffman                   | 13 janvier 2014   | 16 octobre 2015   | 1,32     |
| Rick découvre qu'il est enfermé dans une simulation avec Morty, par des extra-terrestres qui souhaitent récupérer la recette de l'antimatière, que Rick est le seul à connaître. Jerry est, par erreur, le seul autre être vivant dans cette simulation.                                             |    |                                                                   |                  |                                |                   |                   |          |
| 5 | 5  | La Boîte à larbins Meeseeks and Destroy                           | Bryan Newton     | Ryand Ridley                   | 20 janvier 2014   | 23 octobre 2015   | 1,61     |
| Pour satisfaire les volontés de sa famille, Rick leur offre une boîte à Meeseeks, faisant apparaître des personnages qui disparaissent une fois qu'ils ont fini d'aider la personne qui les a fait naître, à faire une tâche. Pendant ce temps Rick accorde à Morty une aventure qu'il peut choisir. |    |                                                                   |                  |                                |                   |                   |          |
| 6 | 6  | E-Rick-xir d'amour Rick Potion #9                                 | Stephen Sandoval | Justin Roiland                 | 27 janvier 2014   | 23 octobre 2015   | 1,75     |
| Alors que Jerry a des doutes sur la fidélité de Beth, Morty demande à Rick de lui préparer un élixir d'amour, afin que la fille de ses rêves, Jessica, tombe amoureuse de lui au bal de fin d'année.                                                                                                 |    |                                                                   |                  |                                |                   |                   |          |
| 7 | 7  | Gazorpazorp Junior Raising Gazorpazorp                            | Jeff Myers       | Eric Acosta et Wade Randolph   | 10 mars 2014      | 30 octobre 2015   | 1,76     |
| Morty achète, dans une station spatiale extra-terrestre, un robot-femme avec laquelle il a un enfant par erreur. Rick, lui, emmène Summer sur la planète d'origine de ce robot, dirigée par les femmes.                                                                                              |    |                                                                   |                  |                                |                   |                   |          |
| 8 | 8  | Télé…visions Rixty Minutes                                        | Bryan Newton     | Tom Kauffman et Justin Roiland | 17 mars 2014      | 30 octobre 2015   | 1,48     |
| Rick branche la télévision inter-dimensionnelle sur la télé du salon, car il la trouve plus divertissante. Pendant que lui et Morty se délectent de ces nouveaux programmes, les autres membres de la famille tentent de découvrir à quoi ressemble leur propre vie dans les autres réalités.        |    |                                                                   |                  |                                |                   |                   |          |
| 9 | 9  | La Petite Bou-Rick des horreurs Something Ricked This Way Comes   | John Rice        | Mike McMahan                   | 24 mars 2014      | 6 novembre 2015   | 1,54     |
| Summer a un nouveau travail dans une boutique qui vend des objets maudits. Rick entre vite en conflit avec son patron. Morty et Jerry se retrouvent embarqués sur Pluton qui acclame Jerry car ce dernier refuse d'admettre que Pluton n'est plus une planète.                                       |    |                                                                   |                  |                                |                   |                   |          |
| 10 | 10 | Rencontres du troisième Rick Close Rick-counters of the Rick Kind | Stephen Sandoval | Ryan Ridley                    | 7 avril 2014      | 6 novembre 2015   | 1,75     |
| Rick et Morty sont emmenés à la Citadelle des Ricks, où vivent plusieurs Ricks et Mortys de différentes dimensions, car Rick est accusé d'avoir assassiné d'autres Rick. A la maison Jerry se fait un nouvel ami.                                                                                    |    |                                                                   |                  |                                |                   |                   |          |
| 11 | 11 | Ricksy Business                                                   | Stephen Sandoval | Ryan Ridley et Tom Kauffman    | 14 avril 2014     | 13 novembre 2015  | 2,13     |
| Jerry et Beth partent sur une attraction romantique simulant le naufrage du Titanic. Rick et Summer en profitent pour faire une fête. |    |                                                                   |                  |                                |                   |                   |          |